# Club de Deportes Temuco
O Club de Deportes Temuco é um clube esportivo chileno da cidade de Temuco, tem como atividade mais conhecida o futebol profissional. Disputa a segunda divisão do futebol nacional (Primera B). É o sucessor do extinto clube Green Cross de Santiago. O clube possui pequenas rivalidades com o Iberia e com o Deportes Valdivia.

## História
Origem: Green Cross e acidente aéreo
Em 1916, foi criado o Club de Deportes Green Cross através da união de várias instituições de classe média-alta de Santiago. O clube foi um dos fundadores do Campeonato Chileno em 1933, competição que ganhou em 1945. O clube quase sempre estava presente na elite do futebol chileno, até que, em 1961, um avião caiu com grande parte da delegação do Green Cross. No total, morreram 24 pessoas na tragédia, incluindo jogadores e o técnico da equipe. Eles faziam o trajeto entre Osorno e Santiago depois de um jogo pela Copa do Chile. Em 2015, 54 anos após este acidente, uma expedição de montanhistas localizou os restos do avião a 3.200 metros de altura, na cordilheira de Linares, a 306 quilômetros de Santiago.
Depois do acidente, o clube nunca mais voltou a ser o que era, foi rebaixado para a segunda divisão e passou por uma grave crise econômica. A situação se tornou insustentável, assim, em 1965, o Green Cross deixou Santiago e foi para Temuco, cidade no sul do Chile, onde se fundiu com o Deportes Temuco, criando o Green Cross-Temuco.
Instabilidade e Copa Sul-Americana
Desde a sua fundação em 1965, o Temuco quase sempre ficou alternando entre a primeira e a segunda divisão, chegando até a ser 3° colocado no Campeonato Chileno de 1969. Em 1984, o clube mudou novamente seu nome para Club de Deportes Temuco. Em 2008, o time chegou ao fundo do poço e foi rebaixado para a terceira divisão do Chile. Em 2013, a equipe incorporou ainda o Unión Temuco, mas sem alterar seu nome.
Felizmente, na temporada de 2016-17, consegue retornar à elite do futebol chileno, além de conseguir uma histórica vaga para a Copa Sul-Americana de 2018. Na Sul-Americana, o Temuco conseguiu passar da primeira fase ao derrotar o Estudiantes de Mérida, mas foi eliminado na segunda fase pelo San Lorenzo. No entanto, no mesmo ano foi rebaixado novamente para a segunda divisão, onde está até hoje.

## Títulos
| NACIONAIS | NACIONAIS                       | NACIONAIS | NACIONAIS                          |
|           | Competição                      | Títulos   | Temporadas                         |
| --------- | ------------------------------- | --------- | ---------------------------------- |
|           | Campeonato Chileno              | 1         | 1945¹                              |
|           | Campeonato Chileno - 2ª divisão | 5         | 1960¹, 1963¹, 1991, 2001 e 2015-16 |
|           | Torneio apertura da 2ª divisão  | 1         | 1987                               |

¹: Títulos conquistados pelo Green Cross que foram repassados ao Deportes Temuco.

## Estatísticas

### Participações[nota 1]
| Competição | Competição                    | Temporadas | Melhor campanha          | Estreia | Última |
| Chile      | Campeonato Chileno de Futebol | 32         | Terceiro colocado (1969) | 1965    | 2018   |
| Chile      | Segunda Divisão               | 23         | Campeão (3 vezes)        | 1981    | 2025   |
| Chile      | Terceira Divisão              | 6          | Vice-campeão (2 vezes)   | 2008    | 2013-T |
| Chile      | Copa Chile                    | 33         | Semifinal (2 vezes)      | 1974    | 2025   |
|            | Copa Sul-Americana            | 1          | Segunda fase (2018)      | 2018    | 2018   |

|  | Participações em 2025 |

## Sedes e Estádios
Estádio Germán Becker

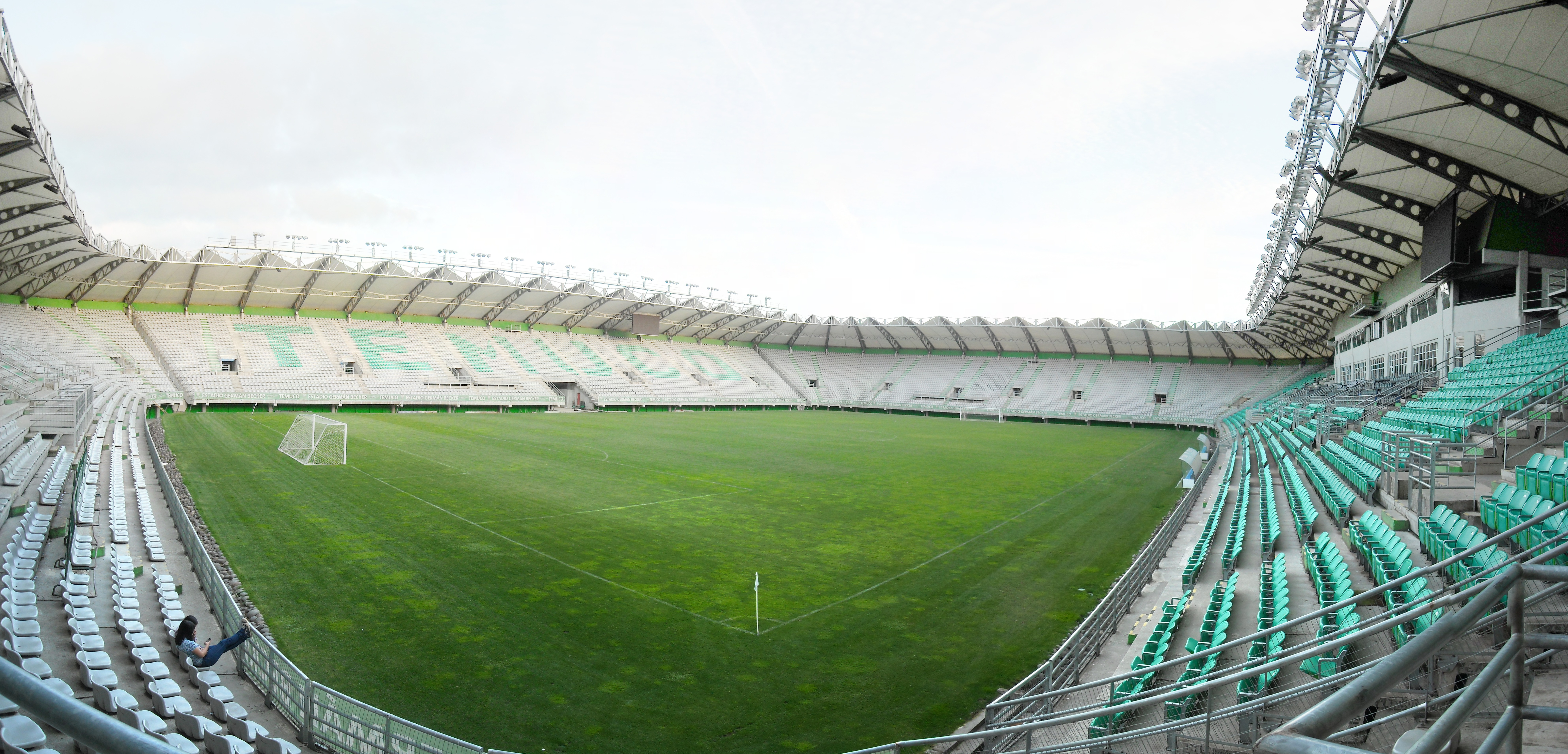
Vista interna do Estádio Municipal Germán Becker após a reforma.

O clube manda seus jogos no Estádio Municipal Germán Becker, que foi inaugurado no dia 13 de agosto de 1965 com capacidade para 20.930 pessoas. Em 2008, o estádio passou por um amplo processo de modernização para poder ser uma das sedes da Copa do Mundo de Futebol Feminino Sub-20 Feminina e, posteriormente, da Copa América de 2015. Atualmente, sua capacidade é para 18.000 espectadores.